# Alain (philosophe)
Ne doit pas être confondu avec Émile Chartier (chanoine et critique littéraire).
Pour les articles homonymes, voir Alain, Émile Chartier et Chartier.
Émile-Auguste Chartier, dit Alain, né le 3 mars 1868 à Mortagne-au-Perche (département de l'Orne), mort le 2 juin 1951 au Vésinet (département des Yvelines), est un essayiste, un journaliste, un professeur et philosophe français.  
Professeur laïc et républicain, engagé volontaire lors de la Grande Guerre, il émerge dans l'entre-deux-guerres comme une figure emblématique du pacifisme de gauche (Mars ou la guerre jugée, 1921) et s'illustre comme intellectuel dans les dernières décennies de la IIIe République par une forme de « journalisme philosophique », notamment à travers cinq mille Propos publiés quotidiennement dans la presse (1906-1936). S'inscrivant dans la tradition cartésienne et élève de Jules Lagneau, sa pensée, critique et individualiste en politique, est souvent qualifiée de « rationaliste ». 
Émile Chartier a utilisé différents pseudonymes entre 1893 et 1914. Il signe sous le nom de « Criton » six « Dialogues » adressés à la très universitaire Revue de métaphysique et de morale (dans laquelle il signe, par ailleurs, plusieurs articles de son vrai nom) ; il signe « Quart d'œil », ou encore « Philibert », ses pamphlets dans La Démocratie rouennaise, journal éphémère destiné à soutenir la campagne du député Ricard à Rouen ; enfin « Alain » ses chroniques dans La Dépêche de Lorient (jusqu'en 1903) puis dans La Dépêche de Rouen et de Normandie de 1903 à 1914.
Au plan philosophique, si sa dette vis-à-vis du cartésianisme est indéniable, il n'en remet pas moins en cause « le dualisme de l'esprit et de la nature, de la conscience et du corps, de la liberté et du mécanisme », et c'est plutôt sous la forme d'une interrogation qu'il aborde la question de la raison : à la fois la plus puissante des facultés humaines pour orienter le jugement, mais aussi une façon d'éliminer la liberté du jugement – notamment sous la forme des techno-sciences, qui se développent à son époque. 
Aussi sa pensée, d'apparence anti-systématique, s'articule-t-elle à une dimension métaphysique complexe, souvent proche de la phénoménologie qui se développe à la génération suivante des philosophes français. 

## Biographie

### Enfance et adolescence
Émile-Auguste Chartier naît le 3 mars 1868, à Mortagne-au-Perche (Orne), rue de la Comédie, au domicile de ses parents, Étienne Chartier, vétérinaire et Juliette-Clémence Chaline. Ses grands-parents maternels Pierre-Léopold Chaline et Louise-Ernestine Bigot sont des commerçants de Mortagne connus et très présents dans la vie communale. Alain a également pour cousin l’abbé Chaline, grâce à qui le sujet de la religion aura une place toute particulière dans son étude et sa réflexion philosophique. Il tient fondamentalement une grande part de son radicalisme de son père et de son grand-père.
En 1881, il entre au lycée d'Alençon où il passe cinq ans. À cette époque, ses auteurs préférés sont Homère, Platon, René Descartes, Honoré de Balzac et Stendhal. Il lit le grec ancien mieux que le latin.
Se destinant d'abord à l’École polytechnique, il opte finalement pour une préparation littéraire qu'il effectue comme externe au lycée Michelet de Vanves à partir de 1886. Là, il fait la rencontre décisive du philosophe Jules Lagneau, qu'il reconnaît comme son maître, et qui l’oriente vers la philosophie.

### Professeur, militant et journaliste
Après avoir été admis en 1889 au concours d'entrée à l'École normale supérieure, il est reçu troisième à l'agrégation de philosophie en 1892, puis est nommé professeur, successivement aux lycées Joseph-Loth à Pontivy, Dupuy de Lôme à Lorient, à Rouen (lycée Corneille de 1900 à 1902) et à Paris (lycée Condorcet) puis à Vanves (lycée Michelet). Il s'engage politiquement du côté républicain et radical, donnant des conférences pour soutenir la politique laïque de la République. En 1902, après l'échec du candidat Louis Ricard dont il organise la campagne à Rouen, il se retire du militantisme politique, se consacrant aux universités populaires qui se sont créées à la suite de l'affaire Dreyfus et à l'écriture. À partir de 1903, il publie (dans La Dépêche de Rouen et de Normandie) des chroniques hebdomadaires qu'il intitule « Propos du dimanche », puis « Propos du lundi », avant de passer à la forme du Propos quotidien. Plus de 3 000 de ces « Propos » paraîtront de février 1906 à septembre 1914. Devenu professeur de khâgne au lycée Henri-IV en 1909, il exerce une influence profonde sur ses élèves (Simone Weil, Raymond Aron, Guillaume Guindey, Georges Canguilhem, André Maurois, Julien Gracq, etc.). Alain a également enseigné à partir de 1906 au collège Sévigné, à Paris.

### Première Guerre mondiale
À l'approche de la guerre, Alain milite dans ses Propos pour la paix en Europe et refuse la perspective d'un conflit avec l'Allemagne dont il pense qu'il serait d'une violence inédite.
Le 26 août 1914, Alain s'engage volontairement pour participer à la Grande Guerre malgré la dispense du service militaire dont il a bénéficié en qualité d'enseignant. Il est mobilisé comme brigadier dans le 3ème régiment d'artillerie. Le 23 mai 1916, il se broie le pied dans un rayon de roue de chariot lors d'un transport de munitions vers Verdun. Après quelques semaines d'hospitalisation et de retour infructueux au front, il est affecté pour quelques mois au service de météorologie, puis il est démobilisé le 14 octobre 1917.

### L'entre deux-guerres

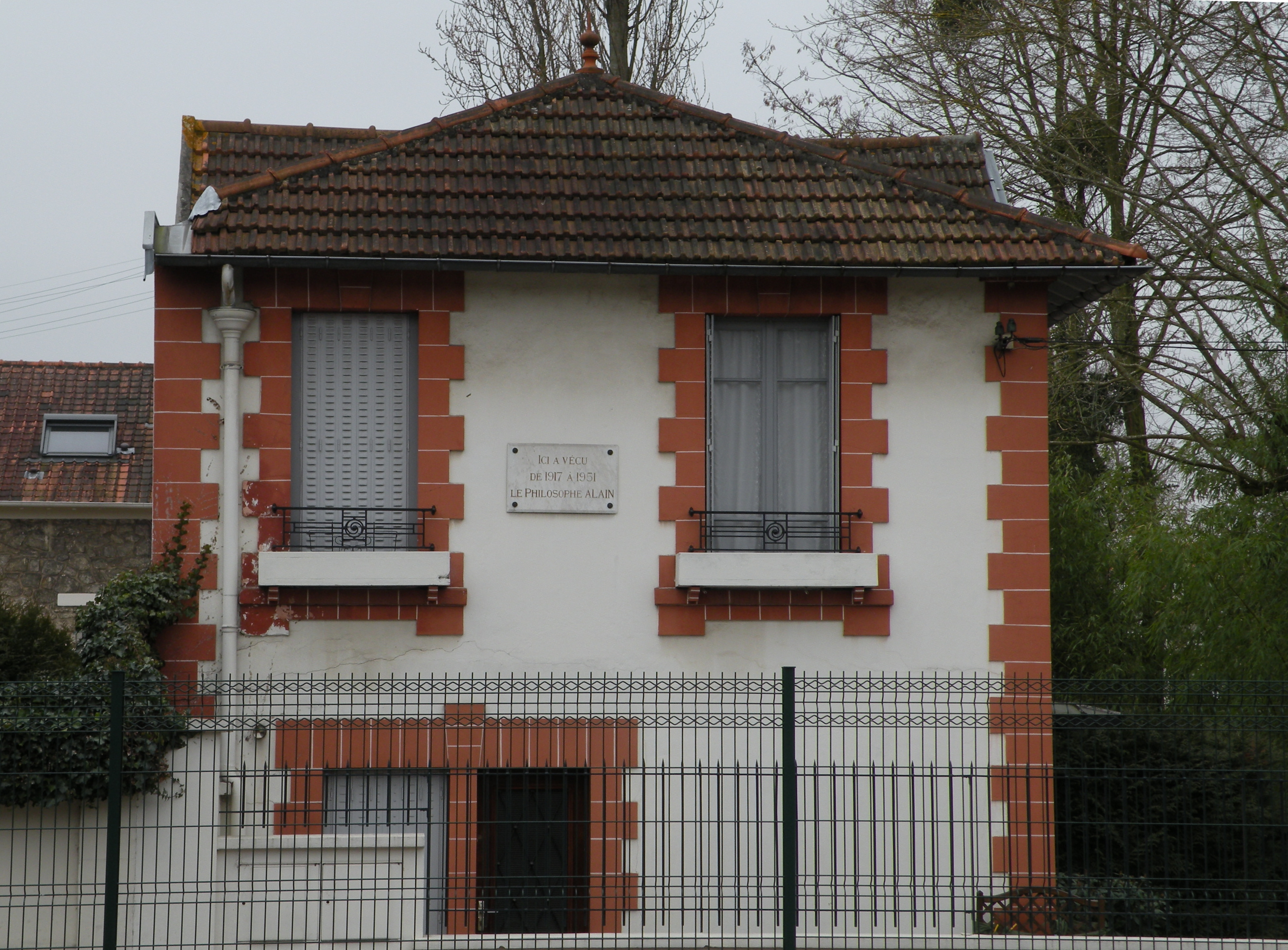
La maison du Vésinet, 75, avenue Émile Thiébaut, où vécut Alain de 1917 à 1951.

Ayant vu de près les atrocités de la Grande Guerre, il publie en 1921 son célèbre pamphlet Mars ou la guerre jugée. Sur le plan politique, il s’engage aux côtés du mouvement radical en faveur d'une république libérale strictement contrôlée par le peuple. En 1927, il signe la pétition (parue le 15 avril dans la revue Europe) contre la loi sur l’organisation générale de la nation pour le temps de guerre, qui abroge toute indépendance intellectuelle et toute liberté d’opinion. Son nom côtoie ceux de Lucien Descaves, Louis Guilloux, Henry Poulaille, Jules Romains, Séverine… et ceux des jeunes normaliens Raymond Aron et Jean-Paul Sartre. Jusqu'à la fin des années 1930, son œuvre sera guidée par la lutte pour le pacifisme et contre la montée des fascismes. La rédaction des Propos reprend, mais sous forme de revue, de 1921 à 1936, avec une interruption de 1924 à 1927, où ils sont accueillis par la revue Émancipation de Charles Gide. En 1934, il est cofondateur du Comité de vigilance des intellectuels antifascistes (CVIA), dirigé par Paul Rivet et Paul Langevin. En 1936, alors qu'il est depuis longtemps atteint de crises régulières de rhumatismes qui l'immobilisent, une attaque cérébrale le condamne au fauteuil roulant. Il participe néanmoins, mais de loin, aux travaux du Comité de Vigilance des Intellectuels antifascistes, milite ardemment pour la paix, rassemble les deux volumes de Propos qu'il intitulera Convulsions de la Force et Échec de la Force, soutient un moment les efforts pacifistes de Giono, même si, partisan de toujours de la guerre défensive, il désapprouve toute idée de désarmement. Il soutient en revanche les accords de Munich, heurté par les appels à l'Union sacrée des partisans de la guerre en France dans lesquels il semble retrouver la censure des opinions dissidentes et pacifistes qui ont puissamment contribué au développement de la Première Guerre mondiale. Anti-fasciste convaincu, il semble ne pas mesurer la puissance réelle et la dimension spécifique de l'hitlérisme, considérant la France comme la puissance dominante dans le rapport de force international.
À partir de 1937, à l'instigation de sa compagne après des semaines d'impuissance à écrire, Alain se consacre pour l'essentiel à l'écriture privée de son Journal. Sont publiés également plusieurs recueils thématiques rassemblant ses Propos, de même qu'il poursuit sa collaboration à la Nouvelle Revue française, y compris après que Drieu La Rochelle en aura pris la direction sous l'Occupation nazie.

### L'Occupation, maladie et fin de vie

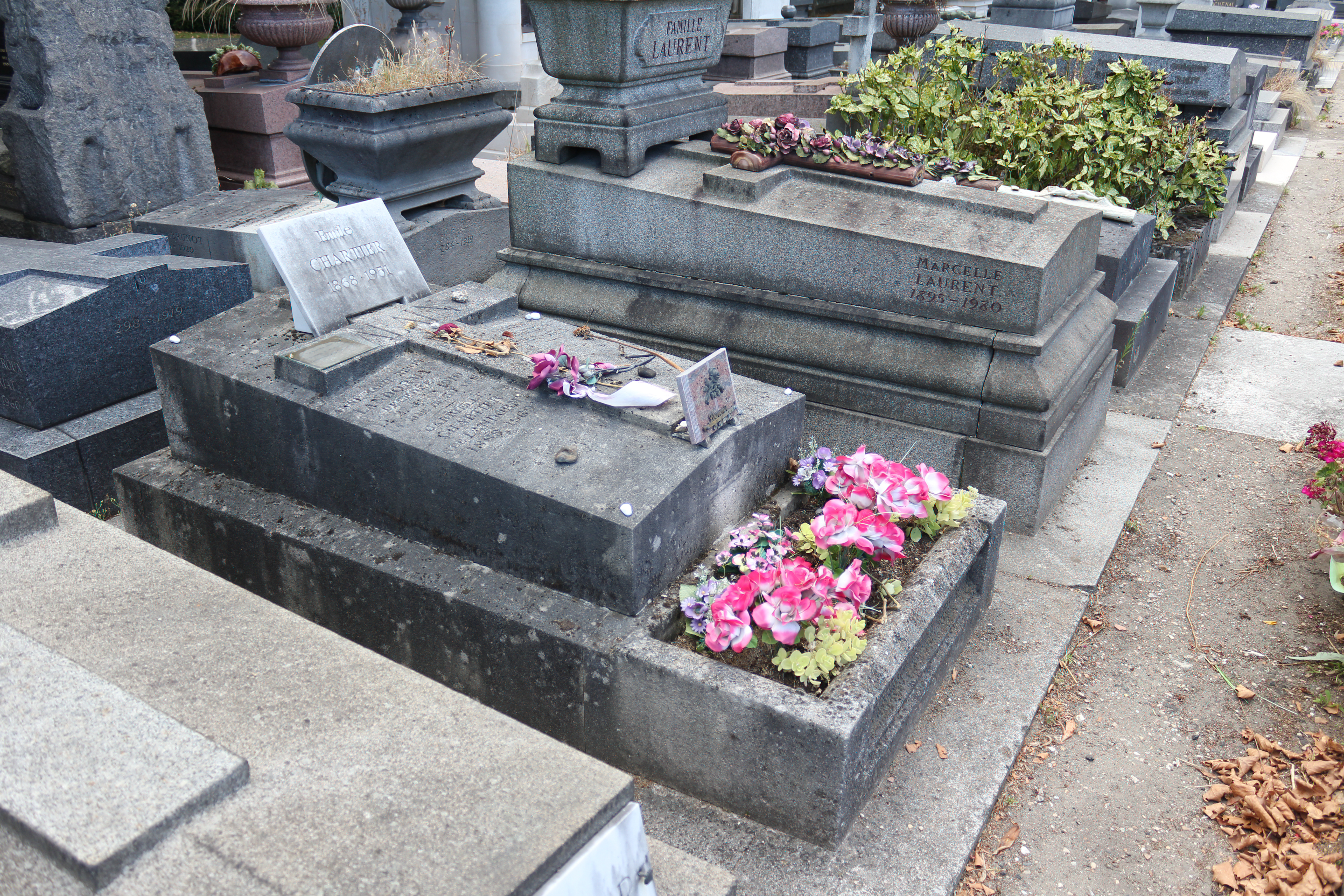
Tombe au cimetière du Père-Lachaise.

L'entrée en guerre et la débâcle sont pour lui un effondrement. Le Journal d'Alain montre qu'il demeure fidèle à l'idée qu'il faut défendre son pays en cas d'agression. Il n'en cherche pas moins des voies de paix. En septembre 1939, il se trouve sur la liste des signataires du tract « Paix immédiate » que le militant anarchiste Louis Lecoin fait circuler. Les autorités prennent la chose très au sérieux et diligentent une enquête en urgence car le tract appelle à baisser les armes. Alain ne nie pas avoir rencontré Lecoin à propos d'une pétition, mais maintient que le texte qu'il avait soutenu était différent de celui finalement imprimé. Louis Lecoin, finalement condamné à la prison, se sent trahi par Alain qui, lui, bénéficie d'un non-lieu.
Alain ne prend par la suite aucune position publique pendant la guerre et l'on ne peut restituer son opinion qu'à travers le style heurté, lapidaire et volontiers paradoxal de son Journal, et quelques notes de « l'Almanach » de Marie-Monique Morre-Lambelin qui vit avec lui à cette époque. En 1940, il accepte la défaite et ne souhaite pas la poursuite des hostilités. Dans son journal privé, le 23 juillet 1940, il va jusqu'à souhaiter la victoire allemande plutôt que celle « du genre De Gaulle ». L'acceptation du sort des armes lui semble un moindre mal, dans la continuité de son engagement pacifiste. Par la suite, le Journal évoque peu la collaboration ou même la politique du temps. On sait qu'en 1940, un de ses proches, Henri Bouché, vient lui parler de sa lettre au maréchal Pétain protestant contre le sort des fonctionnaires juifs et francs-maçons. Bouché projette aussi d'écrire un livre sur l'Examen des problèmes posés par la collaboration allemande, qu'encourage Alain, pourtant extrêmement affaibli et remis d'une pleurésie. En sens inverse, en 1943, il est sollicité pour apporter son patronage à la Ligue de pensée française, de René Château, initiative qui ne semble pas s'être concrétisée. À l'époque de ce contact, de toute façon, Alain condamne la « lâche politique de collaboration ».
Très affaibli, pratiquement coupé du monde et de la guerre que même ses amis évitent d'évoquer devant lui, il connaît de 1940 à 1942 des années très sombres d'un point de vue moral comme physique. On suit dans le Journal, les pensées, souvent amères, d'un vieillard parfois acariâtre, parfois exagérément satisfait. Très surprenantes en particulier sont certaines déclarations où Alain avoue ne pouvoir se débarrasser d'un antisémitisme latent, tout en étant sans ambiguïté sur son refus de la violence antisémite ou sur le fait qu'il condamne de telles inclinations. Cet aspect, particulièrement déroutant de la part d'un ancien dreyfusard, est d'ailleurs régulièrement mis en place publique. Il est à noter qu'il n'y a aucune trace du moindre antisémitisme dans les œuvres publiées d'Alain.
Il rédigera encore, en 1947, les Lettres à Sergio Solmi sur la philosophie de Kant ainsi que les Souvenirs sans égards, divers articles et préfaces et l'ébauche d'un Marx en 1950. En mai 1950, il reçoit le Grand prix national des Lettres. Il meurt le 2 juin 1951 et est enterré au cimetière du Père-Lachaise (division 94).

### Postérité
Trois associations contribuent aujourd'hui à faire connaître et à diffuser son œuvre en se chargeant de la réédition et de la publication de ses textes inédits : l'Institut Alain est dirigé par l'administrateur littéraire de son œuvre, l'Association des Amis d'Alain et l'Association des Amis du Musée Alain et de Mortagne.

## Philosophie

### Le problème de l'expression philosophique
D’emblée, Alain réfléchit à la forme que doit prendre l’expression philosophique car la rhétorique traditionnelle, de plus en plus employée par un milieu philosophique où l’écrit devient une pratique professionnelle systématique, ne le satisfait pas. Même ses premiers articles universitaires, publiés dans la Revue de métaphysique et de morale, créée par ses amis en 1893 ne prennent pas une forme convenue. À une argumentation suivie, il préfère des dialogues, qu’il signe Criton. Ce n’est pas qu’Alain soit incapable de pratiquer l’exercice universitaire. Lorsqu’on lit sa thèse de fin d’études, sur les stoïciens, il n’y a aucune ambiguïté : on est en face d’un jeune talent universitaire exceptionnel (le texte a été publié après la disparition d’Alain par Louis Goubert). Cependant, « écrire comme un professeur » dans un style « raisonnable et plat » lui semble ne pas correspondre aux enjeux d’une pensée philosophique.
Curieusement, c’est le détour par le journalisme, à la suite de son engagement politique pour soutenir les idées républicaines et radicales, qu’Alain finit par trouver sa voix philosophique. Il met au point à partir de 1906 le genre littéraire qui le caractérise, les « Propos ». Ce sont de courts articles, inspirés par l'actualité et les événements de la vie de tous les jours, au style concis et aux formules frappantes, qui couvrent presque tous les domaines. Cette forme appréciée du grand public a cependant pu détourner certains critiques d'une étude approfondie de son œuvre philosophique. Beaucoup de Propos sont parus dans la revue Libres Propos (1921-1924 et 1927-1935) fondée par un disciple d'Alain, Michel Alexandre. Certains ont été publiés, dans les années trente, dans la revue hebdomadaire L'École libératrice éditée par le Syndicat national des instituteurs.

### Une philosophie anti-systématique
Le problème de l’écriture philosophique chez Alain recoupe une inspiration fondamentale : comme la plupart des philosophes français de sa génération, Alain se méfie des systèmes philosophiques : « … les hommes qui pensent s’endorment souvent dans leurs systèmes nécropoles (…) Toute pensée ainsi est mise en cage, et on peut la venir voir ; spectacle admirable ; spectacle instructif pour les enfants ; tout est mis en ordre dans des cages préparées ; le système a tout réglé d’avance. Seulement, le vrai se moque de cela. » Pour cette raison, la cohérence de sa pensée n’est pas celle d’un système, mais d’un recoupement d’idées fondamentales qui s’agrègent autour de questionnements essentiels. Alain n’en manifeste pas moins un profond intérêt pour l'étude des philosophes systématiques, contrairement à la plupart des universitaires philosophes de son temps. Il est un commentateur précoce (et tout à fait unique) de Hegel, un critique approfondi et favorable de Hamelin, un admirateur de Comte, trois des plus grands penseurs systématiques des dix-neuvième et vingtième siècles.
Malgré la présence de ses livres philosophiques soigneusement argumentés, Alain est peut-être mieux placé dans une tradition de penseurs français comme Montaigne et Pascal. Cette comparaison, privilégiée par André Maurois, a été vigoureusement contestée par Georges Canguilhem qui y voyait une manière de dénier à « Alain sa dignité de philosophe ». En définitive, la pensée d'Alain est une pensée typiquement moderne, qui s'exprime de manière fragmentée et pour laquelle la vérité est toujours locale, précaire et sans cesse à réviser. Sa cohérence est néanmoins indéniable et se caractérise par une profonde compréhension des philosophes précédents, de Platon à Descartes en passant par Hegel et Comte, ce qui se traduit par l'unité de ses idées et leur expression dans certains thèmes réguliers.
Alain est probablement plus connu pour sa pensée politique, qui plaide en faveur d'un libéralisme radical soucieux du rôle du citoyen dans une démocratie. Cet aspect de sa pensée n’est pas voué à demeurer théorique : il s'agit de la première tentative d'engagement politique d'un philosophe professionnel au nom de la philosophie, une attitude qui se déploie une génération plus tard avec la promotion de « l’intellectuel engagé ». Homme de gauche, mais sans idéologie, se méfiant de l'idéologie, il défend les droits des individus et leur liberté de penser et d'agir. Le rôle du citoyen se résume à un paradoxe : obéir et résister à la fois, c'est-à-dire obéir aux lois mais résister au pouvoir par tous les moyens légitimes. Alain reste un fervent défenseur de la démocratie ; sur le plan international, il est un infatigable défenseur de la paix.
L'accent mis sur la liberté individuelle se retrouve dans tous ses écrits bien au-delà de la question politique. « Je n'ai réfléchi sur aucune chose autant que sur la liberté du jugement » écrit-il et c’est en ce sens qu’il reprend le jeu de mots « penser, c'est peser ». Notre pensée du monde est inséparable de l’évaluation de notre action sur le monde (elle « pèse » l’effort à faire). Cette « pesée », cette mesure  constante de notre relation à l’univers relève d’une situation individuelle, même si les idées qui sont mobilisées dans cette situation sont, elles, universelles lorsqu’elles relèvent de la raison. D’où deux conséquences importantes. La première, paradoxale, héritée de la lecture des stoïciens, c’est que la vérité est un acte du jugement, c’est-à-dire un acte profondément individuel
Il n’y a pas de vérité universelle qui ne soit comprise que par un esprit individuel. La seconde, contrairement à quelques lectures hâtives, c’est que le dualisme de la pensée et du monde, de la pensée et du corps, est rejeté : chez Alain il n’y a pas « de dualisme de l’esprit et de la nature, de la conscience et du corps, de la liberté et du mécanisme. » Comme l’a noté le commentaire dès les années 60  ce lien entre la liberté de l'esprit et la liberté de l'individu peut être considéré comme la scène d'ouverture de l'existentialisme des années 1940, associé à Sartre, de Beauvoir et Camus.
Ces positions renvoient également à une théorie sophistiquée de la perception, influencée par Kant et héritée de Lagneau, qui souligne le rôle de l'esprit dans la perception, et montre que le monde n'est saisi qu'à travers des idées[15]. Cette conception s’articule à une théorie de l'imagination, qui a été très discutée, notamment par Sartre dans L'Imagination (1936) et L'Imaginaire (1940).
Les derniers ouvrages d’Alain, principalement Les Dieux, traitent de la religion. Bien que n'étant plus croyant, Alain fait ressortir la force de l'expression humaine dans la religion, principalement dans le paganisme et le christianisme, où il admire la figure du Christ comme rejet du pouvoir et de la force.
Ultimement, le but de la philosophie chez Alain est d'enseigner la réflexion et l’articuler à une pensée rationnelle, qui récuse les préjugés et s’attache tout à la fois à la cohérence des idées comme à celle de notre appréhension de l’expérience. Ainsi la philosophie demeure chez lui une sincère quête de sagesse, fondée sur le courage de refuser les évidences tant il est vrai que « Penser, c'est dire non. »

### Mars ou la guerre jugée(1921)
Alain y explique que ce qu'il a ressenti le plus vivement dans la guerre, c'est l'esclavage. Il s'insurge contre le mépris des officiers pour les hommes de troupe lorsqu'ils « parlent aux hommes, comme on parle aux bêtes ». Il ne supporte pas l'idée de cette tuerie organisée, de ce traitement que l'Homme inflige à l'Homme.
Il se révolte quand il assiste à la mise au point d'une énorme machine destinée à tenir les hommes dans l'obéissance et explique pourquoi, soldat, il n'a jamais voulu d'autres galons que ceux de brigadier.

## Œuvre

### Livres publiés de son vivant
- La théorie de la connaissance des Stoïciens (1891, publié en 1964)
- Spinoza (1900)
- Les Cent un Propos d'Alain (2ème série) (1910)
- Propos d'un Normand (1912)
- Éléments de philosophie (1916)
- Quatre-vingt-un Chapitres sur l'esprit et les passions (1917)
- Petit Traité d'Harmonie pour les aveugles (en braille, 1918)
- Les Marchands de Sommeil (1919)
- Système des Beaux-Arts (1920)
- Mars ou la guerre jugée (1921)
- Propos sur l'esthétique (1923)
- Propos sur le christianisme (1924) (F. Reider éditeur)
- Lettres au Dr Henri Mondor (1924)
- Propos sur les pouvoirs (1925)
- Souvenirs concernant Jules Lagneau (1925)
- Éléments d'une doctrine radicale (1925)
- Sentiments, passions et signes (1926)
- Le citoyen contre les pouvoirs (1926)
- Les idées et les âges (1927)
- La visite au musicien (1927)
- Esquisses de l'homme (1927)
- Propos sur le bonheur (1925, édition augmentée en 1928)
- Les Cent un propos d'Alain (5ème série) (1928)
- Onze Chapitres sur Platon (1928)
- Entretiens au bord de la mer (1931)
- Vingt leçons sur les Beaux-Arts (1931)
- Idées (1932)
- Propos sur l'éducation (1932)
- Les Dieux (1933)
- Propos de littérature (1934)
- Propos de politique (1934)
- Propos d'économique, éd. Gallimard, collection Les Essais (1935)
- Stendhal (1935)
- En lisant Balzac, éd. Laboratoires Martinet, 1935
- Histoire de mes pensées (1936)
- Avec Balzac, Gallimard, Paris, 1937, réédition 1999.
- Souvenirs de guerre (1937)
- Entretien chez le sculpteur (1937)
- Les Saisons de l'esprit (1937)
- Propos sur la religion (1938)
- Convulsions de la force (suite à Mars) (1939, réédité en 1962)
- Minerve ou De la sagesse (1939)
- Vigiles de l'esprit (1942)
- Préliminaires à la mythologie (1943)
- Abrégés pour les aveugles (1943)
- Idées, introduction à la philosophie (1945)
- Les aventures du cœur (1945)
- En lisant Dickens (1945)

- Alain a commenté en détail deux ouvrages poétiques de Paul Valéry, publiés à nouveau avec ses commentaires en regard : Charmes (1929) et La Jeune Parque (1936)

### Posthumes
- Définitions (1955)
- Vingt et une Scènes de Comédie (1955)
- Propos, La Pléiade, Gallimard, 1956
- Les arts et les dieux; Paris (Gallimard), 1958
- Les passions et la sagesse; Paris (Gallimard), 1960
- Portraits de famille, Mercure de France, 1961
- Propos sur des philosophes (1961)
- Lettres aux deux amies, Les Belles Lettres, 2014
- Journal inédit ; Éditions des Équateurs, 2018

## Éditions
- Aux éditions Gallimard, coll. Pléiade :
  - Les Arts et les dieux, 1488 p.
  - Les Passions et la sagesse, 1480 p.
  - Propos, tome I : propos de 1906 à 1936, 1424 p.
  - Propos, tome II : choix de propos 1906-1914-1921-1936, 1408 p.
- Aux éditions Gallimard :
  - Mars ou la guerre jugée, Gallimard, NRF, 1936, Collection Idées, 1969, 309 p.
  - Suite à Mars, Tome 1 : Convulsions de la force – Gallimard, NRF, 1939, 309 p.
  - Suite à Mars, Tome 2 : Échec à la force – Gallimard, NRF, 1939, 316 p.
- Aux éditions des Presses universitaires de France :
  - Philosophie, Textes choisis pour les classes. 2 volumes, Paris, PUF, 1966-1968, Collection SUP. 569 p.
  - Esquisses d’Alain, 3 volumes : I. Pédagogie enfantine, II. La conscience morale et III. La recherche du bonheur. Paris, PUF, 1968. 309p.
  - Humanités, Paris, PUF, 1960. 220p.
- Aux éditions de l'Institut Alain :
  - Premier journalisme d’Alain (1900-1906). 168 Propos. Paris, Institut d’Alain, 2001. 501 p.
  - Édition complète des 3083 Propos d’un Normand (1906-1914) en 9 volumes. Paris, Institut Alain, 1990-2001, 5114 p.
  - De quelques-unes des causes réelles de la guerre entre nations civilisées. Paris, Institut Alain, 1988, 237p.
  - Mythes et fables, Paris, Institut Alain, 1985. 312p.
- Aux éditions de La Table Ronde (2001, 306 p.)
  - Minerve ou la sagesse.

La bibliographie des œuvres d’Alain est considérable. Outre 3083 Propos d’un Normand et plus de 1800 Libres propos, Alain a écrit une cinquantaine de volumes ou articles, sans compter des dizaines de volumes reprenant un choix de propos. On trouvera au Tome II d’Olivier Reboul [voir plus bas] une bibliographie complète des œuvres d’Alain ainsi que les principales études (jusqu’en 1968). La thèse de Reboul sur Les passions selon Alain reste considérée comme la meilleure introduction à Alain.
Le lecteur d’aujourd’hui trouvera l’essentiel de l’œuvre d’Alain dans les quatre volumes de la Bibliothèque de la Pléiade.